# Självförmåga
Självförmåga eller egenförmåga (av engelska self-efficacy) är ett begrepp utvecklat av Albert Bandura som syftar på individens tilltro till att själv klara av en handling i en särskild situation. Det handlar inte om tilltro till sin egen förmåga i allmänhet, utan om tilltro till en specifik handling. Graden av självförmåga kan vara avgörande för om individen tar initiativ till en handling, ansträngningsnivån, och hur bra individen klarar av att fortsätta försöka klara av handlingen om individen stöter på motstånd. Faktorer som kan påverka individens tilltro till sin egen förmåga är bland annat tidigare erfarenheter av misslyckanden och framgångar, observationer av andra människors misslyckanden och framgångar, övertalning, och fysiologisk spänning. Övertalning kan handla om att exempelvis vårdpersonal övertalar en patient till att patienten faktiskt har förmågan att sluta med ett hälsofarligt beteende. Fysiologisk spänning innebär att exempelvis hjärtklappning eller liknande i en viss situation kan sänka individens tilltro till sin egen förmåga. Enligt Bjöörn Fossum ökar egna erfarenheter endast tilltron till individens egna förmåga om individen ser framgången som ett resultat på sina egna ansträngningar.
Vid tillämpning av självförmåga i hälso- och sjukvårdens praktiska arbete lyfter Fossum fram att vårdgivare kan försöka stärka patientens tilltro till mindre förändringar. Exempelvis kanske en person med starkt sötsug inte tror sig kunna sluta helt, men vårdgivaren kan eventuellt stärka patientens tilltro till att dra ner på intaget av sötsaker istället för att sluta helt. Eller så kan vårdgivaren se om patienten har tilltro till att genomföra andra handlingar som kan leda till samma önskvärda resultat, såsom att motionera mer om målsättningen är att gå ner i vikt.